# Kościół św. Sylwestra in Capite
Kościół św. Sylwestra in Capite (wł. Chiesa di San Silvestro in Capite) – kościół tytularny w Rzymie.
Łacińska nazwa in Capite, odnosi się do głowy św. Jana Chrzciciela, która znajduje się w tym kościele jako relikwia.
Świątynia ta jest kościołem rektoralnym parafii Sant’Andrea delle Fratte oraz kościołem tytularnym.

## Lokalizacja
Kościół znajduje się w III Rione Rzymu – Colonna przy Piazza di San Silvestro. Zlokalizowany jest pomiędzy Polem Marsowym a Kwirynałem.

## Patron
Patronem świątyni jest Sylwester I – papież z IV wieku.

## Historia
Kościół został zbudowany w VIII wieku dzięki papieżowi Stefanowi II. W tym czasie w okolicach Rzymu panoszyły się bandy rozbójników, natomiast władze nie były w stanie zapewnić pielgrzymom bezpieczeństwa poza murami miasta, w związku z tym zaczęto przenosić relikwie męczenników z podmiejskich katakumb do kościołów w obrębie murów. Świątynia ta powstała w celu umieszczenia w niej relikwii z katakumb (m.in. do kościoła przeniesiono relikwie św. Tarsycjusza z katakumb św. Kaliksta). Kościół został poświęcony pierwszemu biskupowi Paryża św. Dionizemu (prawdopodobnie w związku z zawartym wcześniej sojuszem papieża z Pepinem Krótkim). Klasztor przy kościele początkowo obsadzony był przez mnichów obrządku bizantyjskiego (prawdopodobnie zbiegli oni z Konstantynpola przed prześladowaniami ze strony ikonoklastów), w połowie X wieku klasztor objęli benedyktyni. W XII wieku kościół był wymieniany jako noszący wezwanie świętych Stefana I, Dionizego i Sylwestra, prawdopodobnie stało się to w efekcie przeniesienia do kościoła relikwii św. Stefana i Sylwestra z oratorium przykościelnego klasztoru. Pierwszą wzmiankę z określeniem in Capite w odniesieniu do tego kościoła znaleziono w roku 1194. We wczesnym średniowieczu kościół był nazywany Sancti Silvestri inter Duos Hortos (pomiędzy dwoma ogrodami). Kompleks zabudowań został odnowiony w latach 1198-1216, dobudowano wówczas dzwonnicę.
W 1286 roku papież Honoriusz IV przekazał kompleks zabudowań klaryskom. W XVI wieku siostry rozpoczęły przebudowę. Francesco Capriani prowadził prace w kościele w latach 1591-1601, od roku 1595 razem z Carlo Maderno. Po przebudowie kościół konsekrowano w 1601 roku. Od 1667 roku rozpoczęto prace nad dekorowaniem wnętrza, trwały one do 1697 roku. W 1703 Domenico de Rossi przebudował fasadę od ulicy.
W roku 1887 papież Leon XIII powierzył kościół św. Sylwestra pallotynom.
W 1890 roku kościół ten został ogłoszony kościołem narodowym dla emigrantów z Anglii. Świątynia, w której regularnie odprawiane są nabożeństwa w języku angielskim, pełni obecnie funkcję brytyjskiego kościoła etnicznego w Rzymie.

## Architektura i sztuka
Fasada widoczna od ulicy nie jest właściwą fasadą kościoła, ale prowadzi na dziedziniec przed nim. Na attyce znajdują się cztery posągi: św. Sylwester autorstwa Lorenzo Ottoni, św. Stefan Michelangelo Borgognone, św. Klara Giuseppe Mazzoni i św. Franciszek Vincenzo Felice. Dziedziniec jest wyłożony czerwoną cegłą z dużym ukośnym białym krzyżem. Na ścianach otaczających dziedziniec i w loggii znajdują się fragmenty starożytnych zabytków i rzeźby sięgające do XVIII wieku. W loggi znajduje się też średniowieczna tablica z listą dni wspomnienia świętych, których relikwie są przechowywane w kościele.
Właściwa fasada kościoła ma dwie kondygnacje i prostą formę.
Dzwonnica ma siedem kondygnacji oddzielonych od siebie wystającymi gzymsami. Z każdej strony pierwsza kondygnacja ma dwa łukowe otwory, druga ma trzy arkadowe otwory, kolejne pięć – po parze biforiów z kolumienką z wapienia z impostem.
Kościół jest jednonawowy z trzema kaplicami po obu bokach, transeptem apsydą. Na sklepieniu znajduje się Wniebowzięcie Najświętszej Maryi Panny, dzieło Giacinto Brandi z 1682 roku.
Konfesja jest późnym dodatkiem, została wykopana w 1906 roku, mieszczą się w niej relikwie sprowadzone z katakumb do pierwotnego kościoła zbudowanego w tym miejscu. W krypcie znajduje się rzymska mozaika przedstawiająca ptaki.
W kościele przechowywana jest głowa św. Jana Chrzciciela, która wg legendy została sprowadzona do Rzymu przez greckich mnichów z Grecji, ale w rzeczywistości była czczona w sąsiednim małym kościele San Giovanni in Capite (późniejsza Santa Maria in San Giovannino), klaryski pozyskały relikwię w XIII wieku. Autentyczność głowy jest niepewna, zwłaszcza, że w innych miejscach są przechowywane również jakoby głowy św. Jana Chrzciciela. Badacze podejrzewają, że głowa z tego kościoła w rzeczywistości należała do miejscowego rzymskiego męczennika, zwanego św. Janem Kapłanem, i że pochodzi ona z jego kościoła przy Catacomba ad clivum Cucumeris.

## Kardynałowie prezbiterzy
Kościół św. Sylwestra in Capite jest jednym z kościołów tytularnych Rzymu nadawanych kardynałom-prezbiterom (Titulus Sancti Silvestri in Capite). Tytuł ten został ustanowiony 6 lipca 1517 roku.
- Louis de Bourbon de Vendôme (1517-1524)
- Uberto Gambara (1540-1541)
- Tommaso Badia OP (1542-1547)
- Fabio Mignanelli (1551-1556)
- Taddeo Gaddi (1557-1561)
  - Antoine Perrenot de Granvelle, in commendam (1562-1565)
- Annibale Bozzuti (1565)
- Marcantonio Bobba (1566–1572)
- François de Joyeuse (1585–1587)
- Pietro di Gondi (1588–1594)
- Francisco de Avila (1597-1599)
- Franz Seraph von Dietrichstein (1599-1623)
- Melchior Klesl (1623-1624)
- Giovanni Battista Maria Pallotta (1631-1652)
- Girolamo Colonna (1652-1653)
- Domingo Pimentel Zúñiga OP (1653)
- Carlo Rossetti (1654-1672)
- Gaspare Carpegna (1672-1689)
- Girolamo Casanate (1689-1700])
- Giovanni Francesco Albani (1700)
- Johannes Philipp von Lamberg (1701-1712)
- Ludovico Pico della Mirandola (1712-1728)
- Prospero Marefoschi (1728-1732)
- Francesco Scipione Maria Borghese (1732-1743)
- Vincenzo Bichi (1743)
- Antonio Maria Ruffo (1743-1753)
- Federico Marcello Lante (1753-1759)
- Ferdinando Maria de Rossi (1759-1767)
- François-Joachim de Pierre de Bernis (1769-1774)
- Innocenzo Conti (1775-1783)
- Giovanni Maria Riminaldi (1787-1789)
- Francesco Carrara (1791-1793)
- Carlo Livizzani (1794-1802)
- Bartolomeo Pacca (1802-1818)
- Antonio Pallotta (1823-1834)
- Luigi Bottiglia Savoulx (1834-1836)
- Costantino Patrizi Naro (1836-1849)
- Jacques-Marie-Adrien-Césaire Mathieu (1852-1875)
- Louis-Marie-Joseph-Eusèbe Caverot (1877-1884)
- Vincenzo Vannutelli (1891-1900); in commendam (1900-1916)
- Donato Raffaele Sbarretti (1916-1928)
- Luigi Lavitrano (1929-1950)
- Valerio Valeri (1953-1963)
- John Heenan (1965-1975)
- Basil Hume OSB (1976-1999)
- Desmond Connell (2001-2017)
- Louis-Marie Ling Mangkhanekhoun (2017–nadal)